# Ghada Amer
Ghada Amer (el Caire, Egipte, 22 de maig de 1963) és una artista plàstica, establerta a Nova York. Les seves obres són principalment pintures brodades realitzades des de la perspectiva d'un treball tradicional de la dona, com és la costura, amb el qual ella denuncia els rols i els estereotips. Com a artista contemporània, el seu treball tracta temes de gènere, l'opressió contra les dones, el sexe, el fonamentalisme religiós o la identitat cultural.

## Biografia
Va néixer al Caire el 22 de maig de 1963 i es va formar a França i als Estats Units. En la seva infantesa va veure com la seva mare, una enginyera agrònoma, es feia els seus propis vestits i com les dones locals sovint es reunien per a cosir. El seu pare, Mohamed Amer, era diplomàtic i va traslladar la seva família moltes vegades, no sols a França sinó també a països com Líbia, el Marroc i Algèria. Per a ella, aquest contacte amb diferents cultures, és el tret biogràfic més important i necessari per a entendre el seu art. A partir dels onze anys va estudiar a Niça, a Vila Arson, on va seguir els ensenyaments del pintor francès Noël Dolla. Es va graduar el 1989. El 1991 va marxar a París per a ingressar a l'Institut des hautes études en arts plastiques. El 1997 va rebre una beca de la Fundació Pollock-Krasner i el 1999 el premi de la UNESCO a la Biennal de Venècia. Viu i treballa a Nova York.

## La seva obra
Influïda per l'expressionisme abstracte, després d'una estada a Egipte, abandona la pintura per a adoptar un mitjà artesanal i femení: el brodat. Treu les seves imatges de les revistes de moda, les pel·lícules animades de Disney, la publicitat i la pornografia. Per a Ghada Amer, l'abstracció és l'expressió major de la masculinitat en història de l'art del XX. Aquesta és la raó per la qual ella integra un univers femení en la seva obra a través del brodat, la pintura i l'escultura. Tria el brodat perquè és una tècnica utilitzada des de fa molt temps per les dones, a la pintura gouache o a l'oli.
Deliberadament col·loca la part del darrere del treball al capdavant, deixant els fils del brodat penjant, com a línies de pintura, línies de color. Broda figures femenines d'imatges de revistes i de revistes pornogràfiques per a homes. Qüestiona el paper de la dona, la sexualitat i el plaer en les societats contemporànies.
La celebració de la vida lliure de la dona i la Pau necessària i reivindicada davant una violència irracional al món són les seves principals reivindicacions. Així en el seu treball Five Women at Work (1991) representa la vida domèstica; en Private Rooms (1998) broda els passatges de l'Alcorà que tracten les qüestions de les dones; en Encyclopedia of Pleasure reprèn un tractat medieval àrab sobre el plaer. En Diana in Black Degradé, sobre un llenç negre, es revelen cinc files de parelles de siluetes nues de dona, les quals assegudes i ocultant amb les seves mans el seu sexe, mantenen una actitud de diàleg.
Des del 2010, treballa amb Reza Farkhondeh.  El 2012, reprèn les obres de la història occidental de l'art (Ingres, Picasso) com en Qui va matar a les Senyoretes d'Avinyó obra que, segons l'artista, estava adreçada a un públic masculí heterosexual i voyeur. Aborda també el paper dels contes infantils i els dibuixos animats com a Blancaneu sense els nans.
En les seves instal·lacions urbanes també fa un exercici contra les desigualtats i la violència. El 2018, exposa al Centre de Création Contemporaine Olivier Debré, Tours, Cactus Painting,  compost per milers de cactus de diverses formes i colors; aquest motiu vegetal aborda la qüestió del lloc de la dona en la història de l'art i els estereotips femenins.
Participa en nombroses exposicions col·lectives com a En rebel·lia. Narracions femenines en el món àrab a l'Institut Valencià d'Art Modern (IVAM) en 2017, on artistes femenines àrabs critiquen la visió monolítica de la cultura.
L'any 2023 va presentar a València el projecte "AIXÒ ENS SALVARÀ" juntament amb la Galeria Ana Serratosa, on va instal·lar als jardins de l'antic llit del riu Túria una escultura-jardí amb tests en forma de lletra on es podia llegir "AIXÒ ENS SALVARÀ", fent referència a la importància de l'agricultura sostenible en els nuclis urbans.

## Cites de l'artista
- «La seducció i el feminisme no són  incompatibles».[3]
- «En l'art, és més fàcil ser home, blanc i anglosaxó»[12]

## Exposicions seleccionades[13]
- 1999: Biennal de Venècia, Itàlia
- 1999: Centre Andalús d'Art Contemporani de Sevilla
- 2000: Whitney biennal de Nova York, Estats Units d'Amèrica
- 2000: La Kwangju Biennial, Corea del Sud
- 2001: Musée village stuck, Munic, Alemanya
- 2002: De Appel fondation, Amsterdam, Països Baixos
- 2003: Museum of African Art, Long Island City
- 2004: Hayward Gallery, Londres, Regne Unit
- 2004: Centre Georges Pompidou, París, França
- 2004: Mori Art Museum, Tòquio, Japó
- 2004: Moderna Museet, Estocolm, Suècia
- 2005: Biennal de Venècia, Itàlia
- 2006: Biennal de Sídney, Austràlia
- 2007: Museu d'Art Contemporani de Roma, Itàlia
- 2008: Brooklyn Museum, Nova York, Estats Units d'Amèrica
- 2010: Centre Pompidou, París, França
- 2018: Dark Continent,  CCCOD, Tours
- 2023: Galeria Ana Serratosa, València

## Premis i reconeixements
- La Pollock-Krasner Foundation Grant de Nova York, 1997
- Premio UNESCO a la Biennal de Venècia, 1999